# 高辻正基
高辻 正基（たかつじ まさもと、1940年2月22日 - ）は、日本の科学者、日本の植物工場の創始者。1989年に日本植物工場学会を、1996年に文理シナジー学会を設立した。財団法人社会開発研究センター理事、植物工場・農商工専門委員会委員長。日本生物環境工学会名誉理事長、文理シナジー学会名誉会長、理学博士。

## 略歴
東京出身。1962年に東京大学工学部を卒業、同年日立製作所中央研究所入社。中央研究所、基礎研究所をへて、1991年度から2007年度まで東海大学開発工学部教授。2004年度から2009年度まで東京農業大学客員教授。
その他、東京大学理学部、東京大学農学部、京都大学理学部などの非常勤講師を歴任。
1962年よりレーザー、特に非線形光学の研究に従事。
1969年　東京大学　理学博士。論文の題は「Origins of nonlinear refractive index of liquids(液体の非線形屈折率の起源)」。 
1974年から日立中央研究所にて植物工場の研究を始める。世界に先駆けてレタスの成長定量化と成長促進を実証し、植物工場の基礎付けを実現した。
1989年日本植物工場学会設立に尽力し、会長に就任。
1996年文理シナジー学会設立、会長に就任。現在名誉会長。
2004年に日本農学賞・読売農学賞を受賞。
2007年日本植物工場学会と日本生物環境調節学会が合併し日本生物環境工学会となり、理事長に就任。現在名誉理事長。
2009年、経済産業省・農林水産省共同開催の農商工連携研究会植物工場ワーキンググループ座長。

## 活動
財団法人社会開発研究センターの中に植物工場・農商工専門委員会を設置し、植物工場の研究、普及、実用化を推進している。

## 主な著書
- 完全制御型植物工場（オーム社、2007年）
- 図解よくわかる植物工場（日刊工業新聞社、2010年）
- LED植物工場（森康裕と共著、日刊工業新聞社、2011年）
- 完全制御型植物工場のコストダウン手法（日刊工業新聞社、2012年）
- 文理シナジーの発想ー文科と理科の壁を越えて（丸善、1998年）
- 文理シナジーの考え方と深層分析への応用（出版のご案内、第1版2004年、第2版2007年）
- 量子光学入門（エバリー、アレンと共著、東京図書、1974年）